# Brian Bedford (Schauspieler)
Brian Bedford (* 16. Februar 1935 in Morley, West Yorkshire; † 13. Januar 2016 in Santa Barbara, Kalifornien) war ein britischer Schauspieler und Theaterregisseur.

## Leben

### Familie und Ausbildung
Bedford wurde in West Yorkshire als Sohn von Arthur Bedford und dessen Ehefrau Ellen O’Donnell geboren. Sein Vater war Briefträger. Bedford wuchs in ärmlichen Verhältnissen auf, verließ im Alter von 15 Jahren die Schule und schloss sich einer Amateurtheatertruppe in Bradford an. Von 1952 bis 1954 besuchte er die Royal Academy of Dramatic Art (RADA) in London; zu seinen Mitstudenten gehörten Peter O’Toole, Albert Finney und Alan Bates. Sir John Gielgud war Bedfords wichtigster Mentor bei seinen Bühnenanfängen in London. 1955 schloss er die RADA mit dem Schauspieldiplom ab.

### Anfänge und Erfolge am Broadway
Sein Bühnendebüt gab Bedford 1951 als Verschwörer Decius Brutus in Julius Caesar am Bradford Civic Theatre. Sein London-Debüt hatte er 1956 beim ArtsTheatre Club, als Travis de Coppet in The Young and the Beautiful (nach Erzählungen von F. Scott Fitzgerald).  Zu den Bühnenrollen in den 1950er Jahren gehörten Rodolpho in Blick von der Brücke von Arthur Miller (Comedy Theatre, London, 1956), Arviragus in Cymbeline (Memorial Theatre, Stratford-upon-Avon, 1957) und Ariel in Der Sturm (Memorial Theatre, später auch am Drury Lane Theatre, London, 1957/1958; an der Seite von Sir John Gielgud als Prospero).
Sein Broadway-Debüt hatte er im Dezember 1959 als Clive Harrington in Five Finger Exercise (dt. Fünffingerübung) von Peter Shaffer am Music BoxTheatre in New York City; Regie führte John Gielgud. Bedford trat in zahlreichen Produktionen am Broadway auf, wo er insbesondere in Stücken von Molière und William Shakespeare große Erfolge hatte. Er spielte am Broadway u. a. Acaste in Der Menschenfeind (Oktober 1968–April 1969, Lyceum Theatre), Arnolphe in Die Schule der Frauen (Februar–Mai 1971, Lyceum Theatre), Alceste in Der Menschenfeind (Januar–März 1983, Circle in the Square Theatre), die Titelrolle in Timon von Athen (November–Dezember 1993, Lyceum Theatre), Sganerelle in Sganarelle oder Der vermeintliche Hahnrei und Die Schule der Ehemänner von Molière (Februar–März 1995 als The Molière Comedies, Criterion Center Stage Right) und Orgon in Tartuffe (Januar–Februar 2003, American Airlines Theatre). Von Januar bis Juni 2011 spielte er die Lady Bracknell in einer Broadway-Wiederaufnahme von Oscar Wildes Salonkomödie The Importance of Being Earnest am American Airlines Theatre in New York.
In den 1960er Jahren spielte er Theater auf beiden Seiten des Atlantiks, u. a. in London, Los Angeles und New York City. Ab den 1970er Jahren konzentrierte er seine Theaterauftritte auf Nordamerika (Vereinigte Staaten/Kanada). In den 1970er und 1980er Jahren unternahm er mehrere ausgedehnte Theater-Tourneen durch verschiedene Städte in den Vereinigten Staaten. Von 1989 bis 1993 war er mit dem Ein-Personen-Shakespeare-Stück The Lunatic, the Lover, and the Poet in Nordamerika auf Tournee.

### Stratford Shakespeare Festival
Seit Mitte der 1970er Jahre wirkte Bedford als Schauspieler und Regisseur beim Stratford Shakespeare Festival in Stratford, Ontario. Er war dort fast 30 Jahre künstlerisch aktiv. Er debütierte in Stratford als Angelo in Maß für Maß (1975). Hier trat er ebenfalls insbesondere als Shakespeare-Darsteller in Erscheinung; er übernahm jedoch auch zahlreiche Rollen in Stücken der klassischen Moderne. Weitere Shakespeare-Rollen Bedfords waren dort u. a. die Titelrolle in Richard III. (1977), Jacques in Wie es euch gefällt (1977–1978), Leontes in Ein Wintermärchen (1978), Benedict in Viel Lärm um nichts (1980), Malvolio in Was ihr wollt (1980), Shylock in Der Kaufmann von Venedig (1989), die Titelrolle in Macbeth (1990), Brutus in Julius Caesar (1991), die Titelrolle in Timon von Athen (1991) und Bottom in Ein Sommernachtstraum (1993).
Außerdem verkörperte er beim Stratford Shakespeare Festival Dr. Ástrow in Onkel Wanja  (1978), Doktor Dorn in Die Möwe (1980), Alceste in Der Menschenfeind (1981), Bluntschli in Helden (1982), Arnolphe in Die Schule der Frauen (1991) und Salieri in Amadeus (1995/1996).
Als Regisseur trat er in Stratford seit Anfang der 1990er Jahre hervor. Er schuf u. a. Inszenierungen von Warten auf Godot (1991), Ein Wintermärchen (1998), Fallen Angels von Noël Coward (1995), The Importance of Being Earnest (2009) und Der Menschenfeind (2011).

### Späte Theaterauftritte
2007 übernahm er beim Stratford Shakespeare Festival die Titelrolle in König Lear, wo er auch Regie führte. 2009 spielte Bedford, in seiner 27. Spielzeit in Folge, beim Stratford Shakespeare Festival die Lady Bracknell in The Importance of Being Earnest; bei dieser Inszenierung führte er selbst auch wieder Regie. 2010 spielte er diese Rolle (wieder in Personalunion als Darsteller und Regisseur) am Roundabout Theatre in New York City. 2011 übernahm diese Rolle noch einmal am Broadway. 2013 sagte er aus Krankheitsgründen eine Mitwirkung beim Stratford Shakespeare Festival in Der Kaufmann von Venedig ab. Auch aus einer Tournee-Produktion von The Last Confession von Roger Crane musste er 2014 krankheitsbedingt aussteigen.

### Film und Fernsehen
Bedford wirkte auch in einigen Film- und Fernsehproduktionen mit. Seine Filmarbeiten sind jedoch weitgehend als marginal im Vergleich zu seiner Bühnenkarriere anzusehen. Sein Fernsehdebüt hatte er 1955 an der Seite von Rosalie Crutchley. Es folgten einige eher unbedeutende Nebenrollen in britischen Kino- und Fernsehfilmen. In dem US-amerikanischen Spielfilm Grand Prix (1966), mit James Garner und Eva Marie Saint in den Hauptrollen, spielte Bedford die Rolle des Rennfahrers Scott Stoddard; seine Rolle war an Jim Clark angelehnt.
1967 hatte er eine Hauptrolle in der kurzlebigen US-amerikanischen Fernsehserie Das Geheimnis der blauen Krone. In dem Walt-Disney-Zeichentrickfilm Robin Hood (1973) lieh er dem Titelhelden Robin Hood seine Stimme. In der Musical-Verfilmung Eine Weihnachtsgeschichte nach Charles Dickens – Musical (2004) spielte Bedford als Mr. Fezziwig eine Nebenrolle. Mit dieser Rolle ging er später in einer Theaterproduktion auch auf Tournee.

### Privates und Tod
Bedford war homosexuell. Er war seit 1986 mit dem Schauspieler Tim MacDonald liiert; das Paar heiratete 2013. Bedford und MacDonald lebten gemeinsam in Stratford, Ontario. Bedford starb am 13. Januar 2016 in Santa Barbara, Kalifornien, an den Folgen einer Krebserkrankung, an der seit über zwei Jahren litt.

## Auszeichnungen/Nominierungen
Bedford erhielt im Laufe seiner Bühnenkarriere insgesamt sieben Nominierungen für den Tony Award; nur Jason Robards erhielt mit acht Nominierungen noch mehr Tony-Nominierungen als Bedford. 1971 erhielt er den Tony Award als bester Hauptdarsteller für Die Schule der Frauen. Eine weitere Tony-Nominierung erhielt er 1992 für Two Shakespearean Actors. 1994 folgte eine Tony-Nominierung als bester Darsteller für die Wiederaufnahme von Timon von Athen am Broadway, 1995 für The Molière Comedies, 2003 für Tartuffe. Seine letzte Tony-Nominierung erhielt er 2011 für die Lady Bracknell in The Importance of Being Earnest am Roundabout Theatre.
Bedford war mehrfacher Gewinner bei den Drama Desk Awards; 1965 gewann er bei den Obie Awards für seine Darstellung in The Knack.

## Filmografie (Auswahl)
- 1955: Madeleine (Fernsehfilm)
- 1957: Eine Braut in jeder Straße (Miracle in Soho)
- 1960: Zorniges Schweigen (The Angry Silence)
- 1961: Traitor in a steel Helmet (Fernsehfilm)
- 1965: The Holy Terror (Fernsehfilm)
- 1966: Grand Prix (Grand Prix)
- 1967: Das Geheimnis der blauen Krone (Coronet Blue) (Fernsehserie)
- 1973: Robin Hood (Zeichentrickfilm; Stimme)
- 1988: Mord ist ihr Hobby (Murder, She Wrote) (Fernsehserie)
- 1994: Scarlett (TV-Miniserie)
- 2002: Weihnachtsmann wider Willen (Mr. St. Nick) (Fernsehfilm)
- 2004: Eine Weihnachtsgeschichte nach Charles Dickens – Musical (A Christmas Carol)
- 2011: The Importance of Being Earnest (Theateraufzeichnung, American Airlines Theatre, N.Y.)